# Ellery Clark
Ellery Harding Clark (ur. 13 marca 1874 w East Roxbury w stanie Massachusetts, zm. 17 lutego 1949 niedaleko Hingham) – amerykański lekkoatleta, uczestnik i dwukrotny złoty medalista I nowożytnych igrzysk olimpijskich w 1896 w Atenach.

## Przebieg kariery
Jest jedynym sportowcem, który wygrał zarówno zawody olimpijskie w skoku w dal, jak i w skoku wzwyż. W skoku w dal z wynikiem 6,35 m pokonał swoich rodaków Roberta Garretta (6,00 m) i Jamesa Connolly’ego (5,84 m), w skoku wzwyż było podobnie, z wynikiem 1,81 m pokonał tych samych zawodników, którzy uzyskali ten sam wynik (1,65 m) i zajęli wspólnie drugie miejsce. Startował również na tych igrzyskach w pchnięciu kulą; został sklasyfikowany na 5.-7. miejscu na 7 zawodników.
Konkurował także podczas igrzysk olimpijskich w 1904 w Saint Louis w all-around (poprzedniku dziesięcioboju; wycofał się po 5 konkurencjach zajmując wtedy 5. miejsce).
Poza osiągnięciami sportowymi Clark był znanym prawnikiem, autorem książki o odpowiedzialności za wypadki na kolei, trenerem lekkoatletycznym, pisarzem (dwie jego powieści zostały zekranizowane).

## Rekordy życiowe
źródło:
- skok wzwyż – 1,81 m (1896)
- skok w dal – 6,60 m (1897)